# Adelognathus pumilio
Adelognathus pumilio là một loài tò vò trong họ Ichneumonidae.